# راكيل توريس
راكيل توريس هي ممثلة أمريكية ومكسيكية، ولدت في 11 نوفمبر 1908 في المكسيك، وتوفيت في 10 أغسطس 1987 بلوس أنجلوس في الولايات المتحدة بسبب نوبة قلبية.

## أعمال

### أفلام
- (1928) ظلال بيضاء في البحار الجنوبية
- (1929) جسر سان لويس راي

## وصلات خارجية
- راكيل توريس على موقع IMDb (الإنجليزية)
- راكيل توريس على موقع قاعدة بيانات برودواي على الإنترنت (الإنجليزية)
- راكيل توريس على موقع ديسكوغز (الإنجليزية)
- راكيل توريس على موقع قاعدة بيانات الفيلم (الإنجليزية)